# Parlementaire ondervraging Kinderopvangtoeslag
De Parlementaire ondervraging Kinderopvangtoeslag was een Nederlandse parlementaire ondervraging van de Tweede Kamer die in 2020 en 2021 onderzoek deed naar de toeslagenaffaire. Op basis van het rapport trok voormalig minister van Sociale Zaken en Werkgelegenheid Lodewijk Asscher in 2021 zich terug als PvdA-lijsttrekker. Enkele dagen later diende het voltallige kabinet-Rutte III zijn ontslag in, en stapte voormalig staatssecretaris van Financiën Eric Wiebes per direct op als minister.

## Oprichting
Op initiatief van GroenLinks-Kamerlid Bart Snels stelde de Tweede Kamer op 2 juli 2020 de parlementaire ondervragingscommissie Kinderopvangtoeslag in. Doel van deze commissie was uitvinden in hoeverre de bewindspersonen op de hoogte waren van de toeslagenaffaire en waarom het tot 2019 duurde voordat dit erkend werd. Een minderheid van de Tweede Kamer was ook van mening dat (voormalig) Kamerleden gehoord moesten (kunnen) worden tijdens de verhoren. Op het besluit dit niet toe te staan kwam kritiek, omdat als medewetgever en controleur van de regering ook de Tweede Kamer een rol had in de toeslagenaffaire.
Omdat verklaringen tijdens een parlementaire ondervraging wettelijk niet meer bruikbaar zijn voor strafrechtelijk onderzoek en er nog een strafrechtelijk onderzoek door het Openbaar Ministerie (OM) liep, werd de ondervraging afgestemd met het OM. Zo werden ambtenaren niet gevraagd naar etnisch profileren, omdat dit deel uitmaakte van het strafrechtelijk onderzoek.
De parlementaire ondervragingscommissie bestond uit de volgende Kamerleden:
- Chris van Dam (voorzitter, CDA)
- Attje Kuiken (ondervoorzitter, PvdA)
- Renske Leijten (SP)
- Salima Belhaj (D66)
- Jeroen van Wijngaarden (VVD)
- Tom van der Lee (GL)
- Roy van Aalst (PVV)
- Femke Merel van Kooten-Arissen (vKA)

## Verhoren
De ondervragingen vonden plaats in november 2020. In de eerste week werden twaalf experts en (voormalige) topambtenaren van de Belastingdienst, het ministerie van Financiën en het ministerie van Sociale Zaken en Werkgelegenheid verhoord. Op 18 november werden de (voormalige) bazen van de Belastingdienst verhoord door de commissie. Zij weten de toeslagenaffaire aan het ministerie van Sociale Zaken en Werkgelegenheid. Een dag later verwezen de ambtenaren van het ministerie van Sociale Zaken en Werkgelegenheid op hun beurt weer terug naar de Belastingdienst als oorzaak van de toeslagenaffaire.
De aftrap werd gegeven met het verhoor van advocaat Eva González Pérez op 16 november 2020. Zij kwam met de toeslagenaffaire in aanraking via het gastouderbureau van haar man. Ook werd jurist Sandra Palmen gehoord op 17 november, die in 2017 werd overgeplaatst van Toeslagen naar de Douane. Voor haar vertrek had zij een memo geschreven waarin ze stelde dat op basis van het Nationale Ombudsman-rapport er fouten waren gemaakt bij de zaak CAF-11. Ze beval daarnaast aan om over te gaan tot compensatie, omdat anders escalatie op het niveau van de staatssecretaris zou plaatsvinden. Tijdens haar verhoor liet commissielid Leijten haar weggelakte passages hardop voorlezen.
In de tweede week werden vervolgens zeven (oud-)bewindslieden verhoord:
- Frans Weekers (staatssecretaris van Financiën 2010-2014)
- Eric Wiebes (staatssecretaris van Financiën 2014-2017)
- Menno Snel (staatssecretaris van Financiën 2017-2019)
- Tamara van Ark (staatssecretaris van Sociale Zaken en Werkgelegenheid 2017-2020)
- Wopke Hoekstra (minister van Financiën 2017-2021)
- Lodewijk Asscher (minister van Sociale Zaken en Werkgelegenheid 2012-2017)
- Mark Rutte (minister-president 2010-2024)

## Rapport
Op 17 december 2020 overhandigde de commissie haar rapport getiteld Ongekend onrecht aan Tweede Kamervoorzitter Khadija Arib. Het rapport uitte kritiek op de Belastingdienst, het ministerie van Sociale Zaken, het kabinet, de Raad van State en ook op de Tweede Kamer zelf. De commissie schrijft dat doordat het ministerie van Financiën de kinderopvangtoeslag als massaproces uitvoerde, de ouders niet de bescherming kregen die ze verdienden en daarmee de "grondbeginselen van de rechtstaat [zijn] geschonden". In het bijzonder was de commissie kritisch op de informatievoorziening van de Belastingdienst, zowel richting haar eigen bewindslieden en de Tweede Kamer als richting gedupeerde ouders, de rechterlijke macht en media. Ook zei de commissie zelf traag en onvolledig te zijn geïnformeerd.
In het bijzonder was er kritiek op de Rutte-doctrine, een term die voortkwam uit een sms van een ambtenaar naar Rutte die behandeld werd tijdens de verhoren. Deze doctrine stelt dat communicatie tussen ambtenaren en ministers niet openbaar gemaakt hoefde te worden. Aangezien aanbevelingen buiten de opdracht van deze commissie vielen, deden ze een dringend beroep op betrokkenen om te rade te gaan hoe ze dit hadden kunnen voorkomen.

## Reacties

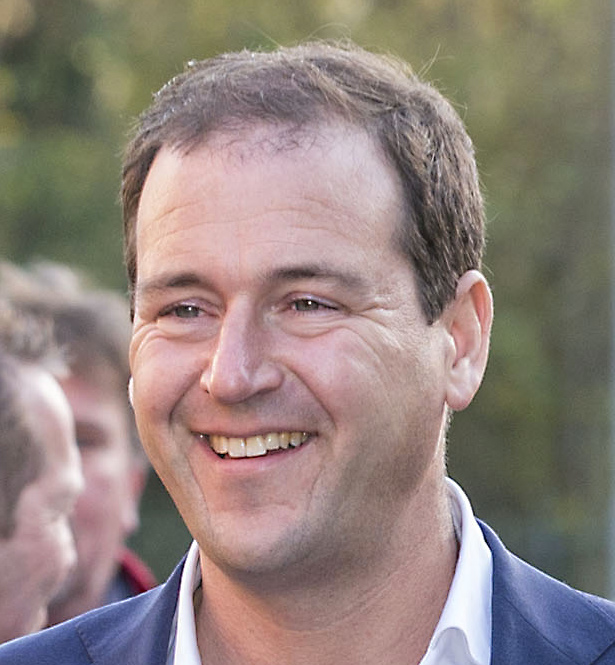
Minister van Sociale Zaken en Werkgelegenheid (2012-2017) en PvdA-fractievoorzitter (2017-2021) Lodewijk Asscher

Na het rapport van de parlementaire ondervragingscommissie bood voormalig minister van Sociale Zaken en Werkgelegenheid Lodewijk Asscher persoonlijk excuses aan. Zijn rol leidde tot discussie binnen de partij over zijn lijsttrekkerschap voor de Tweede Kamerverkiezingen van 2021. Aanvankelijk gaf hij aan door te willen gaan als lijsttrekker, gesteund door partijprominenten en de Tweede Kamerfractie. Op 14 januari 2021 maakte Asscher alsnog bekend terug te treden als lijsttrekker en kandidaat-Kamerlid.

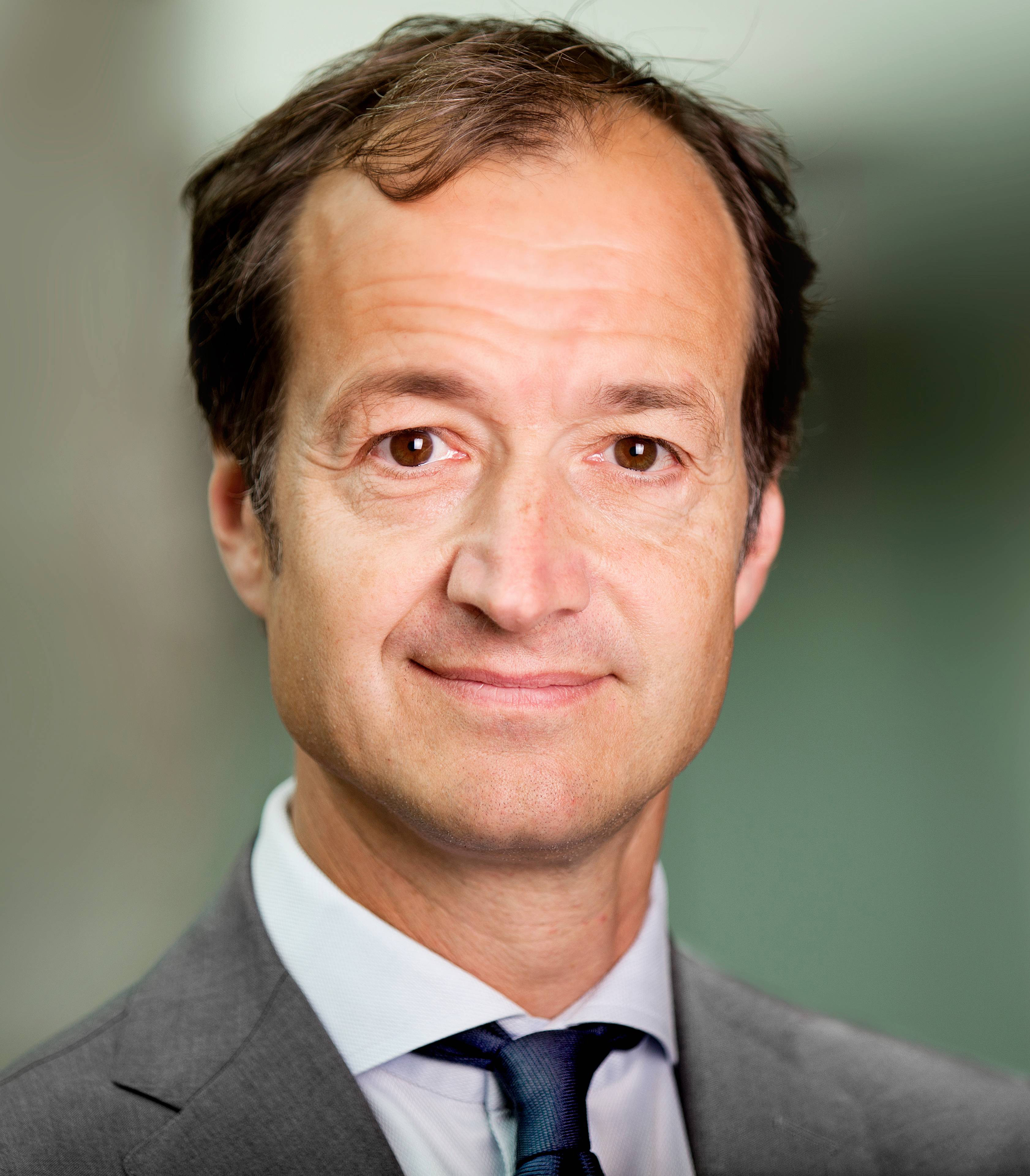
Staatssecretaris van Financiën (2014-2017) en minister van Economische Zaken en Klimaat (2017-2021) Eric Wiebes

Naar aanleiding van het rapport kondigde GroenLinks-fractievoorzitter Jesse Klaver de indiening van een motie van wantrouwen aan tegen kabinet-Rutte III tijdens het aankomende debat op 15 januari. Alle oppositiepartijen gaven aan dit te steunen of te overwegen. Ook een groep gedupeerde ouders drong in een opiniestuk aan op aftreden van het kabinet. Vlak voor dat debat besloot het kabinet af te treden, twee maanden voor de Tweede Kamerverkiezingen in maart. Minister van Economische Zaken Eric Wiebes stapte daarnaast per direct op.
Een van de conclusies van de parlementaire ondervragingscommissie was dat de informatievoorziening gebrekkig was, in het bijzonder richting de Tweede Kamer. D66 en GroenLinks scherpten naar aanleiding van deze conclusie hun reeds voorgestelde Wet Open Overheid aan, bedoeld om de Wet openbaarheid van bestuur te vervangen. De aangescherpte wet zou de overheid transparanter moeten maken, onder meer door een college in te stellen waar men klachten kan indienen over verzoeken tot informatie. Ook kwam het kabinet met voorstellen om de informatiehuishouding te verbeteren, inclusief het vrijmaken van 788 miljoen euro voor zes jaar. Naar aanleiding van het rapport van de ondervragingscommissie beloofde Rutte dat de Rutte-doctrine niet meer als weigeringsgrond gehanteerd zal worden.
Op basis van een reconstructie concludeerden RTL Nieuws en Trouw in juni 2021 dat drie (oud-)topambtenaren wisten van de memo Palmen, terwijl ze tijdens hun verhoren voor de parlementaire ondervragingscommissie zeiden van niet. Meerdere advocaten die gedupeerde ouders bijstonden besloten daarom tegen topambtenaren aangifte te doen wegens meineed.

## Vervolgonderzoek
Op 3 februari 2022 werd de Parlementaire enquête Fraudebeleid en Dienstverlening ingesteld die onderzoek zal gaan doen naar de dienstverlening, handhaving en fraudebestrijding bij overheidsdiensten.